# Семсесен, Даниель
Даниель Семсесен (швед. Daniel Semcesen; 17 августа 1986) — шведский шахматист, гроссмейстер (2014).
Чемпион Швеции 2014 года, бронзовый призёр чемпионата 2009 года.
В составе национальной сборной участник 18-го командного чемпионата Европы (2011) в г. Порто Каррасе.
В составе датского клуба «Nordea Skanderborg SK» участник 32-го Кубка европейских клубов (2016) в г. Нови-Сад.

## Изменения рейтинга
| Графики недоступны из-за технических проблем. См. информацию на Фабрикаторе и на mediawiki.org. |